# Heinrich von Hesse
Heinrich Ludwig von Hesse (* 19. April 1827 in Darmstadt; † 12. März 1895 in Auerbach (Bergstraße)) war ein königlich preußischer Generalmajor und zuletzt Kommandeur des Schleswigschen Infanterie-Regiments Nr. 84.

## Leben

### Herkunft
Seine Eltern waren der hessische wirkliche Geheimrat und Präses des Oberappellations- und Kassationsgerichts in Darmstadt, Andreas von Hesse (1793–1868) und dessen Ehefrau Philippine Friederike Auguste, geborene Schwaner (1802–1842).

### Werdegang
Er erhielt seine Schulbildung auf dem Gymnasium in Darmstadt. Nach seinem Abschluss kam er am 19. April 1843 als Musketier in das hessische 2. Infanterieregiment. Am 1. August 1844 wurde er dort Kadettenkorporal. Vom 1. Juni 1846 bis zum 30. August 1846 war er in die Pionierkompanie abkommandiert, nach seiner Rückkehr wurde er am 18. September 1846 zum Leutnant befördert. Vom 1. März 1848 bis zum 31. März 1849 war er zum untersuchungsführenden Offizier ernannt. Während der Badischen Revolution kämpfte er bei Günterstal, Freiburg, Heinsbach, Gernsbach und Käfertal. Vom 2. April 1849 bis zum 21. Februar 1855 war er Bataillonsadjutant und stieg am 23. Mai 1855 zum Oberleutnant auf. Vom 25. Juni 1859 bis zum 2. Juli 1859 war der Begleiter des württembergischen Generals Wiederhold, als dieser zu einer Besprechung nach Berlin reiste. Anschließend wurde er vom 20. Februar 1860 bis zum 3. Mai 1864 dann als Mitglied der Offiziers-Prüfkommission eingesetzt. In dieser Zeit erhielt er den Charakter als Hauptmann und die Ernennung zum Führer der 4. Kompanie. Am 10. März 1866 wurde er wirklicher Hauptmann und Kompaniechef. Während des Deutschen Krieges kämpfte er gegen die Preußen in den Gefechten bei Aschaffenburg und Gerchsheim.

Vom 19. Juni 1866 bis zum 22. April 1868 war er Divisionsadjutant des hessischen Division. Am Ende seiner Zeit wurde er am 3. April 1868 mit der Führung der Geschäfte des ersten Generalstabsoffiziers beauftragt. Er wurde am 1. Juni 1868 zum Major befördert und zum Chef des Stabes der hessischen Division ernannt. Vom 14. Februar 1869 bis zum 20. Mai 1869 wurde er zum 2. Garde-Regiment zu Fuß nach Berlin abkommandiert.
Während des Deutsch-Französischen Krieges kämpfte er bei den Schlachten von Vionville, Gravelotte, Noisseville, Orleans, der Belagerung von Metz sowie den Gefechten bei Meung, Beaugency, Montlivault, Chumbord und Vienne. Dafür erhielt er am 10. September 1870 das Eiserne Kreuz II. Klasse.
Mit der Gründung des Deutschen Reiches wurde er nach dem Krieg am 25. November 1871 als Bataillonskommandeur in das 3. Grossherzog Hessisches Infanterie-Regiment (Leib-Regiment) Nr. 117 versetzt. Am 1. Januar 1872 kam er in die Preußische Armee, wo er mit seinem Patent als Major in das 7. Rheinische Infanterie-Regiment Nr. 69 zunächst aggregiert und am 13. April 1872 einrangiert wurde. Er wurde am 19. April 1872 zum Kommandeur des II. Bataillons und am 2. September 1873 zum Oberstleutnant ernannt. Am 11. März 1876 wurde er mit der Führung des Schleswigschen Infanterie-Regiments Nr. 84 beauftragt und dazu à la suite desselben gestellt. Am 22. März 1876 zum Oberst befördert, wurde er am 18. Mai 1876 als Kommandeur bestätigt. Dazu erhielt er dann am 20. Januar 1878 den Roten Adlerorden III. Klasse mit Schleife. Am 14. September 1880 erhielt er seinen Abschied mit dem Charakter als Generalmajor und Pension. Er starb am 12. März 1895 in Auerbach (Bergstraße).

### Familie
Hesse heiratete am 4. November 1851 in Darmstadt Mathilde Schulz (1828–1869). Das Paar hatte mehrere Kinder:
- Anna Luise Karoline Friederike (1854–1900)
- Wilhelm Andreas Christian (1855–1878), Seconde-Lieutenant
- Karoline Auguste (* 29. Juni 1857)
- Johann August (1864–1865)

Nach dem Tod seiner ersten Frau heiratete er am 26. September 1871 in Jugenheim (Bergstraße) die Marie Wilhelmine Freiin von Senarclens-Grancy (1840–1908). Das Paar hatte mehrere Kinder:
- Alix Anna Luise Wilhelmine (1872–1956)
- Maria Emmy Caroline Constance Christa (* 3. März 1874) ⚭ 1897 Freiherr Hermann von Dungern
- Gertrude Wilhelmine Pauline Anna (1875–1956)
- Friedrich Karl Ludwig Konstanz Anton (* 20. Februar 1879), Major